# Principio de Cavalieri

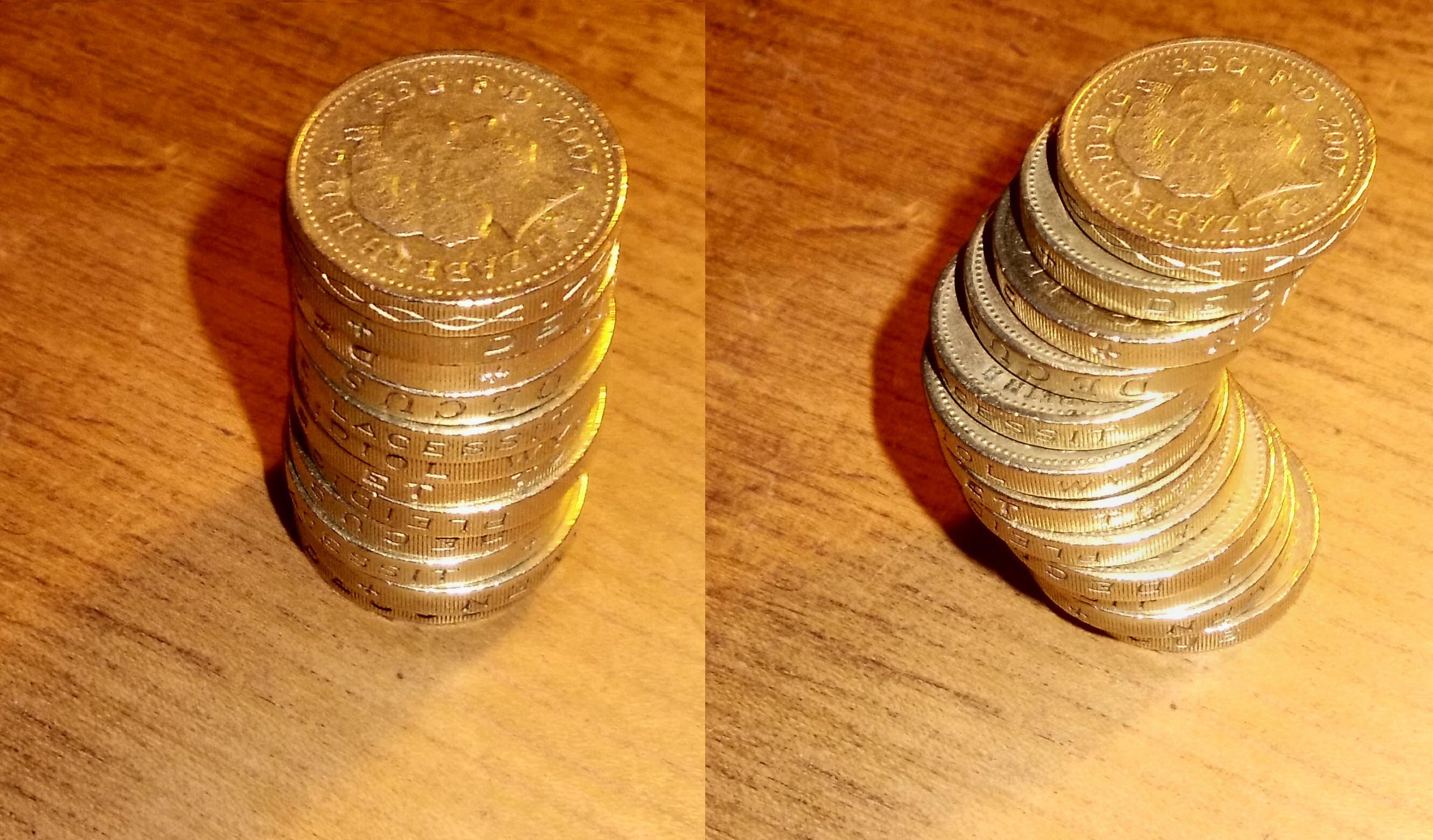
Dos pilas de monedas británicas con el mismo volumen, ilustrando el principio de Cavalieri en tres dimensiones

En geometría, el Principio de Cavalieri es una aplicación moderna del método de los indivisibles. Nombrado en referencia al matemático italiano Bonaventura Cavalieri (1598-1647), se enuncia de la manera siguiente:
| - Caso bidimensional: supóngase que dos regiones de un plano (figuras planas) están incluidas entre dos rectas paralelas en ese plano. Si cada recta paralela a estas dos rectas interseca ambas regiones en segmentos de recta de igual longitud, entonces las dos regiones tienen áreas iguales. - Caso tridimensional: supóngase que dos regiones del espacio tridimensional (sólidos) están incluidas entre dos planos paralelos. Si cada plano paralelo a estos dos planos interseca ambas regiones en secciones transversales de igual área, entonces las dos regiones tienen volúmenes iguales. |

Actualmente el principio de Cavalieri se considera como un paso inicial hacia el cálculo integral, y aunque se usa en algunos casos, como su generalización en el Teorema de Fubini, los resultados que usan el principio de Cavalieri a menudo se pueden mostrar más directamente a través de la integración. A veces, el principio es presentado de un modo más general, enunciando que si la longitud de los segmentos (o las áreas de las intersecciones con los planos) guarda cierta proporción constante, entonces el área (o el volumen) de las dos regiones guarda esa misma proporción; principio que permite, por ejemplo, calcular la fórmula para el área de una elipse conocida la fórmula para el área de un círculo. Con respecto a teorías anteriores, el principio de Cavalieri surgió como una evolución del antiguo método de exhaustación griego, que usaba límites, pero no usaba infinitesimales.

## Historia

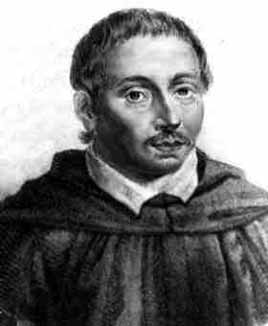
Bonaventura Cavalieri, el matemático al que el principio debe su nombre.

El principio de Cavalieri originalmente se llamó el método de los indivisibles, el nombre con el que se lo conocía en el Renacimiento. Cavalieri desarrolló una teoría completa de los indivisibles, elaborada en su Geometria indivisibilibus continuousorum nova quadam ratione promota (Geometría, avanzada de una manera nueva por los indivisibles de los continuos, 1635) y su Exercitationes geometricae sex (Seis ejercicios geométricos, 1647).
En el siglo III a. C., Arquímedes, utilizando un método parecido al principio de Cavalieri, pudo determinar el volumen de una esfera dados los volúmenes de un cono y de un cilindro en su obra El método de los teoremas mecánicos. En el siglo V, Zu Chongzhi y su hijo Zu Gengzhi establecieron un método similar para determinar el volumen de una esfera. La transición de los indivisibles de Cavalieri a los infinitesimales de Evangelista Torricelli y de John Wallis fue un avance importante en la historia del cálculo. Los indivisibles eran entidades de codimensión 1, por lo que se creía que una figura plana estaba hecha de una infinidad de líneas de dimensión 1. Mientras tanto, los infinitesimales eran entidades de la misma dimensión que la figura que componen; por lo tanto, una figura plana estaría hecha de "paralelogramos" de ancho infinitesimal. Aplicando la fórmula para la suma de una progresión aritmética, Wallis calculó el área de un triángulo dividiéndolo en paralelogramos infinitesimales de ancho 1/∞.

## Ejemplos

### Esferas

La sección transversal en forma de disco de la esfera tiene la misma área que la sección transversal en forma de anillo de la parte del cilindro que se encuentra "fuera" del cono.

Si se sabe que el volumen de un cono es {\displaystyle {\frac {1}{3}}\left({\text{base}}\times {\text{altura}}\right)}, entonces se puede usar el principio de Cavalieri para deducir el hecho de que el volumen de una esfera es {\displaystyle {\frac {4}{3}}\pi r^{3}}, donde {\displaystyle r} es el radio.
Esto se hace de la siguiente manera: considérese una esfera de radio {\displaystyle r} y un cilindro de radio {\displaystyle r} y altura {\displaystyle r}. Dentro del cilindro está el cono cuyo vértice está en el centro de una base del cilindro y cuya base es la otra base del cilindro. Por el teorema de Pitágoras, el plano ubicado {\displaystyle y} unidades sobre el "ecuador" de la esfera, interseca la esfera en un círculo de área {\displaystyle \pi \left(r^{2}-y^{2}\right)}. El área de la intersección del plano con la parte del cilindro que está "fuera" del cono también es {\displaystyle \pi \left(r^{2}-y^{2}\right)}. Como puede verse, el área de cada intersección del círculo con el plano horizontal ubicado a cualquier altura {\displaystyle y} es igual al área de la intersección del plano con la parte del cilindro que está "fuera" del cono; por lo tanto, aplicando el principio de Cavalieri, puede afirmarse que el volumen de la media esfera es igual al volumen de la parte del cilindro que está "fuera" del cono. El volumen antes mencionado del cono es {\displaystyle {\frac {1}{3}}} del volumen del cilindro, por lo que el volumen fuera del cono es {\displaystyle {\frac {2}{3}}} del volumen del cilindro. Por lo tanto, el volumen de la mitad superior de la esfera es {\displaystyle {\frac {2}{3}}} del volumen del cilindro. El volumen del cilindro es
{\displaystyle {\text{base}}\times {\text{altura}}=\pi r^{2}\cdot r=\pi r^{3}}
(La "base" está expresada en unidades de "área", y la "altura" en unidades de "longitud". Área × longitud = volumen)
Por lo tanto, el volumen de la media esfera superior es {\displaystyle {\frac {2}{3}}\pi r^{3}} y el de toda la esfera es {\displaystyle {\frac {4}{3}}\pi r^{3}}.

### Conos y pirámides
El hecho de que el volumen de cualquier pirámide, independientemente de la forma de la base, ya sea circular como en el caso de un cono, o cuadrada como en el caso de las pirámides egipcias, o de cualquier otra forma, es (1/3) × base × altura, puede establecerse por el principio de Cavalieri si solo se sabe que es cierto en un caso. Puede establecerse inicialmente en un solo caso dividiendo el interior de un prisma triangular en tres componentes piramidales de volúmenes iguales. Puede demostrarse la igualdad de esos tres volúmenes por medio del principio de Cavalieri.
De hecho, el principio de Cavalieri o un argumento infinitesimal similar es "necesario" para calcular el volumen de conos e incluso pirámides, que es esencialmente el contenido del Tercer problema de Hilbert: las pirámides y conos poliédricos no se pueden cortar y recomponer en otro sólido estándar, y en su lugar deben ser comparados por procedimientos infinitos (infinitesimales). Los antiguos griegos utilizaron diversas técnicas precursoras, como los argumentos mecánicos de Arquímedes o el método de exhaustación para calcular estos volúmenes.

### El problema del servilletero

Si se perfora un agujero de altura h directamente a través del centro de una esfera, el volumen de la banda restante no depende del tamaño de la esfera. Para una esfera más grande, la banda será más delgada pero más larga.

En el denominado problema del servilletero, se demuestra por el principio de Cavalieri que cuando un agujero se perfora directamente en el centro de una esfera donde la banda resultante tiene una altura h, sorprendentemente, el volumen del material restante no depende del tamaño de la esfera. La sección transversal del anillo es a su vez un anillo plano, cuya área es la diferencia entre las áreas de dos círculos. Según el teorema de Pitágoras, el área de uno de los dos círculos es π veces (r 2 − y 2), donde r es el radio de la esfera e y es la distancia desde el plano del ecuador al plano de corte, y la del otro es π veces (r 2 − (h/2)2). Cuando se restan estas dos expresiones, el r 2 se cancela; de ahí que la solución final no dependa de r.

### Cicloides

La sección transversal horizontal de la región delimitada por dos arcos cicloidales trazados por un punto en el mismo círculo que gira en un caso en el sentido de las agujas del reloj sobre la recta situada debajo de él, y en el otro en sentido antihorario bajo la recta superior, tiene la misma longitud que la correspondiente sección transversal horizontal del círculo.

N. Reed ha demostrado cómo encontrar el área delimitada por una cicloide utilizando el principio de Cavalieri. Un círculo de radio r puede rodar en el sentido de las agujas del reloj sobre una recta situada por debajo de él, o en el sentido contrario a las agujas del reloj sobre una línea por encima de él. Un punto en el círculo traza dos cicloides. Cuando el círculo ha recorrido una distancia determinada, el ángulo a través del cual habría girado en el sentido de las agujas del reloj y el que habría girado en sentido antihorario son el mismo. Los dos puntos que siguen a las cicloides están, por lo tanto, a la misma altura. La línea que los atraviesa es, por lo tanto, horizontal (es decir, paralela a las dos líneas sobre las que rueda el círculo). En consecuencia, cada sección transversal horizontal del círculo tiene la misma longitud que la sección transversal horizontal correspondiente de la región delimitada por los dos arcos de cicloide. Según el principio de Cavalieri, el círculo, por lo tanto, tiene la misma área que esa región.
Considérese el rectángulo que delimita un único arco de cicloide. De la definición de cicloide, tiene un ancho de 2πr y una altura de 2r, por lo que su área es cuatro veces el área del círculo. Calcular el área dentro de este rectángulo que se encuentra sobre el arco cicloide, dividiendo el rectángulo en el punto medio donde el arco se encuentra con el rectángulo, girar una pieza 180° y superponer la otra mitad del rectángulo. El nuevo rectángulo, de área dos veces más grande que el círculo, consiste en la región "lenticular" entre dos cicloides, cuya área se calculó anteriormente como la misma que la del círculo, y las dos regiones que formaron la región por encima del arco cicloide en el rectángulo original. Por lo tanto, el área delimitada por un rectángulo sobre un único arco completo de la cicloide tiene un área igual al área del círculo, por lo que el área delimitada por el arco es tres veces el área del círculo.

## Cálculo de integrales

Equivalencia de la "diferencia de las integrales de dos funciones" (A_{1}), y de la "integral de la diferencia de las dos funciones" (A_{2}), de acuerdo con el principio de Cavalieri

La idea subyacente tras el Principio de Cavalieri está muy relacionada con el cálculo integral. Una muestra de ello puede encontrarse en el ejemplo del cálculo del área comprendida entre dos curvas dadas, en el que se cumple la siguiente ecuación:
{\displaystyle \int _{a}^{b}(f(x)-g(x))\,\mathrm {d} x=\int _{a}^{b}f(x)\,\mathrm {d} x-\int _{a}^{b}g(x)\,\mathrm {d} x}
Dado que el área {\displaystyle A_{1}} entre las dos funciones {\displaystyle f} y {\displaystyle g} es tan grande como el área {\displaystyle A_{2}} calculada mediante la diferencia de las funciones {\displaystyle x\mapsto f(x)-g(x)}, entonces {\displaystyle A_{1}} y {\displaystyle A_{2}} cumplen el principio de Cavalieri.